# 泰森 (亞利桑那州)
泰森（英語：Tyson）是位於美國亞利桑那州尤馬縣的一個非建制地區。該地的面積和人口皆未知。

## 地理
泰森的座標為32°47′48″N 113°52′54″W / 32.79667°N 113.88167°W，而該地的平均海拔高度為92米（即302英尺）。